# 孝子角排
孝子角排（英語：Hau Tsz Kok Pai）是香港的一個島嶼，地區行政上屬於大埔區。它位於塔門以西，灣仔以東。
孝子角排為塔門附屬島嶼。
孝子角排上並沒有居民居住。